# 김상관
김상관(金尙寬, 1566년 1월 9일 ~ 1621년 5월 12일)은 조선 중기의 문신으로 자는 중율(仲栗), 호는 금시재(今是齋) 본관은 안동(安東)이다.
아버지는 돈녕부 도정(都正) 동지돈녕부사를 지낸 김극효(金克孝)이고 어머니는 좌의정(左議政) 임당(林塘) 정유길(鄭惟吉)의 3녀 정말정(鄭末貞)이다.
5남 중 둘째로 형은 우의정(右議政) 선원 김상용(金尙容)이고, 아우로 진사 김상건(金尙謇), 좌의정 청음(淸陰) 김상헌(金尙憲), 경주부윤(慶州府尹) 김상복(金尙宓), 종형으로 형조참판(刑曹參判) 휴암 김상준(金尙寯)이 있다.

## 생애
음보(蔭譜)로 관직에 오른 뒤 1592년 임진왜란을 맞았다. 1599년(선조32년)에 호조정랑(戶曹正郞)으로 조선을 구원하러 온 명나라 파견군대에 군량을 조달·지원하였다. 그뒤 1604년(선조37년) 다시 호조정랑(戶曹正郞)으로 임용되었다. 1607년(선조40년) 진산군수(珍山郡守)로 부임하였고, 회양부사(淮陽府使), 판관(判官)을 거쳐 한달 내에 한번에 정3품 당상관으로 승진했다가 사헌부(司憲府)로부터 탄핵을 받은 적도 있었으나, 1609년(광해군1년)에 장단부사(長湍府使)로 부임했다.
둘째아들 김광찬(金光燦)은 삼촌인 청음 김상헌의 양자로 들어갔는데 그의 후손들이 조선후기 정권을 좌지우지했으며 조선말기 세도정치의 주역이였다. 김광찬 김수항 김창집 김제겸 김달행 김이중 김조순 김좌근 김병기로 이어지는 세도가문의 실제 선조이다.
첫째아들 김광혁(金光爀)은 1612년(광해군4년) 임자 식년사마시(壬子式年司馬試)에 진사 1등으로 합격하고, 1624년(인조2년) 갑자 알성문과(甲子謁聖文科)에 을과 1등으로 급제하여 동부승지(同副承旨)를 지냈다.
사후 후손들이 현달(顯達)하여 이조참판에 증직되었다가 다시 종1품 증숭정대부 의정부좌찬성에 추증되었다. 묘소는 남양주시 이패동 산12-4에 있다.

## 가족관계
- 조부 : 김생해(金生海,  1512 ~ 1558)
- 조모 : 이연환(李連環, 1510 ~ ?)[1]
  - 부친 : 김극효(金克孝,  1542 ~ 1618)
- 외조부 : 정유길(鄭惟吉, 1515 ~ 1588)
- 외조모 : 원대은개(元大隱介, 1514 ~ ?)
  - 모친 : 정말정(鄭末貞, 1542 ~ ?)[2]
    - 형 : 김상용(金尙容,
    - 남동생 : 김상건(金尙蹇, 1567 ~ ?)
    - 남동생 : 김상헌(金尙憲, 1570 ~ 1652) - 큰아버지 김대효(金大孝)의 양자로 출계
    - 남동생 : 김상복(金尙宓, 1573 ~ 1652)
    - 정부인 : 남응정(南應井)의 딸 의령 남씨
      - 적장녀 : 김유순(金柔順, 1587 ~ ?)
      - 사위 : 연일 정씨 정홍택(鄭弘澤)
        - 외손자 : 정보한(鄭輔漢, 1608 ~ ?)
        - 외손자 : 정영한(鄭榮漢, 1610 ~ ?)

      - 적장남 : 김광혁(金光爀, 1590 ~ 1643)
      - 며느리 : 동중추(同中樞) 김존경(金存敬)의 딸 광산 김씨
        - 손녀 : 성주 이씨 이빈(李忄+賓)의 처(1616 ~ ?)
        - 손녀 : 김무일(金無一, 1620 ~ ?)
        - 손녀 : 김애(金愛, 1628 ~ ?)

      - 적차남 : 김광찬(金光燦, 1597 ~ 1668) - 작은아버지 김상헌(金尙憲)의 양자로 출계
      - 적차녀 : 김종순(金終順, 1594 ~ ?)
      - 사위 : 진주 류씨 류시정(柳時定, 1596 ~ 1658)
        - 외손녀 : 류혜애(柳惠愛, 1614 ~ ?)
        - 외손자 : 류연(柳㝚, 1621 ~ ?)[3]
        - 외손녀 : 류혜숙(柳惠叔, 1627 ~ ?)

    - 양첩 : 해생(海生)
      - 서장남 : 김광업(金光㸁, 1603 ~ ?)
      - 며느리 : 군수(郡守) 증 참판(贈 參判) 류춘발(柳春發)의 딸
      - 며느리 : 군수(郡守) 허천경(許天慶)의 딸
      - 서차남 : 김광적(金光熵, 1610 ~ 1673)
      - 며느리 : 류옥(柳沃)의 딸 
        - 손자 : 김수억(金壽億, 1632 ~ ?)

      - 며느리 : 민대남(閔大男)의 딸
        - 손자 : 김수만(金壽萬, 1646 ~ ?) - 큰아버지 김광한(金光㸁)의 양자로 출계
        - 손녀 : 김차응(金次應, 1648 ~ ?)
        - 손자 : 김수천(金壽千, 1651 ~ 1724)
        - 손자 : 김수백(金壽百, 1653 ~ ?)
        - 손녀 : 김우응(金又應, 1659 ~ ?)
        - 손자 : 김수기(金壽期, 1662 ~ 1694)

      - 며느리(양첩) : 진이(珍伊) 
        - 서손자 : 김수하(金壽河, 1665 ~ ?)

      - 서3남 : 김광료(金光炓, 1614 ~ ?)
      - 며느리 : 판서(判書) 이명(李溟)의 서녀 전주 이씨
        - 손녀 : 김숙일(金淑一, 1635 ~ ?)
        - 손녀 : 김계애(金季愛, 1662 ~ ?)

      - 며느리 : 현감(縣監) 증 참의(贈 參議) 이경선(李慶善)의 딸
        - 손자 : 김수최(金壽最, 1655 ~ ?)
        - 손녀 : 김종애(金終愛, 1666 ~ ?)
        - 손녀 : 김소애(金小愛, 1670 ~ ?)

    - 측실 : 이름 미상
      - 서장녀 : 김신순(金申順, 1608 ~ ?)
      - 사위 : 청해 이씨 이시로(李時老)
        - 외손녀 : 이일애(李一愛, 1629 ~ ?)
        - 외손녀 : 이이애(李二愛, 1632 ~ ?)
        - 외손녀 : 이삼애(李三愛, 1635 ~ ?)
        - 외손녀 : 이사애(李四愛, 1638 ~ ?)
        - 외손녀 : 이오애(李五愛, 1641 ~ ?)
        - 외손녀 : 이육애(李六愛, 1644 ~ ?)
        - 외손녀 : 이칠애(李七愛, 1647 ~ ?)

      - 서차녀 : 김갑순(金甲順, 1614 ~ ?)
      - 사위 : 함평 이씨 주부(主簿) 이시양(李時陽)
        - 외손녀 : 이망희(李望喜, 1631 ~ ?)
        - 외손자 : 이지영(李之英, 1636 ~ ?)
        - 외손녀 : 이차희(李次喜, 1641 ~ ?)
        - 외손녀 : 이말희(李末喜, 1647 ~ ?)
        - 외손자 : 이지형(李之馨, 1653 ~ ?)

1. ↑  성종의 11남 경명군의 장녀
2. ↑  정종(定宗)의 14남 정석군(貞石君)의 고손녀
정석군 → 이겸 → 원계채의 처 이씨 → 원대은개 → 정말정
3. ↑  경창군의 사위